# دانيلو ستيفاني
دانيلو ستيفاني (بالإيطالية: Danilo Stefani)‏ هو لاعب كرة قدم إيطالي في مركز الوسط، ولد في 19 يناير 1979 في ماشيراتا في إيطاليا. لعب مع فيورنتينا.